# ATP New Haven
Das ATP-Turnier von New Haven (offiziell Pilot Pen Tennis presented by Schick) war ein US-amerikanisches Herren-Tennisturnier in New Haven, Connecticut. Das auf Hartplatz im Freien gespielte Turnier gehörte zuletzt zur ATP Tour 250, der niedrigsten Kategorie innerhalb der ATP Tour.

## Geschichte
Bereits von 1973 bis 1998 fand ein Volvo International genanntes Turnier in verschiedenen US-amerikanischen Städten im Nordosten des Landes statt. Zunächst zwei Jahren in Bretton Woods (1973–1974), dann in North Conway (1975–1984) und Stratton Mountain (1985–1989), bevor es 1990 nach New Haven zog. Das Turnier war Teil der ATP International Series Gold, der dritthöchsten Turnierkategorie der ATP Tour.
Das ab 2005 ausgetragene Turnier war streng genommen der Nachfolger des ATP-Turniers von Long Island. Veranstaltungsort war das Cullman-Heyman Tennis Center, früher auch bekannt als Connecticut Tennis Center, eines der größten Tennisstadien der Vereinigten Staaten. Der Wettbewerb gehörte zur ATP Tour 250 und war als Vorbereitungsturnier auf die US Open ebenfalls Teil der US Open Series. Seit 2011 wird der Herrenwettbewerb nicht mehr in New Haven ausgetragen, er zog um nach Winston-Salem, North Carolina.

## Siegerliste
Rekordsieger der Veranstaltung ist James Blake, der zugleich der einzige einheimische Sieger ist.

### Einzel
| Jahr                         | Sieger             | Finalgegner        | Finalergebnis |
| ---------------------------- | ------------------ | ------------------ | ------------- |
| 2010                         | Serhij Stachowskyj | Denis Istomin      | 3:6, 6:3, 6:4 |
| 2009                         | Fernando Verdasco  | Sam Querrey        | 6:4, 7:66     |
| 2008                         | Marin Čilić        | Mardy Fish         | 6:4, 4:6, 6:2 |
| 2007                         | James Blake (2)    | Mardy Fish         | 7:5, 6:4      |
| 2006                         | Nikolai Dawydenko  | Agustín Calleri    | 6:4, 6:3      |
| 2005                         | James Blake (1)    | Feliciano López    | 3:6, 7:5, 6:1 |
| 1999–2004: nicht ausgetragen |                    |                    |               |
| 1998                         | Karol Kučera       | Goran Ivanišević   | 6:4, 5:7, 6:2 |
| 1997                         | Jewgeni Kafelnikow | Patrick Rafter     | 7:6, 6:4      |
| 1996                         | Alex O’Brien       | Jan Siemerink      | 7:6, 6:4      |
| 1995                         | Andre Agassi       | Richard Krajicek   | 3:6, 7:6, 6:3 |
| 1994                         | Boris Becker       | Marc Rosset        | 6:3, 7:5      |
| 1993                         | Andrij Medwedjew   | Petr Korda         | 7:5, 6:4      |
| 1992                         | Stefan Edberg      | MaliVai Washington | 7:6, 6:1      |
| 1991                         | Petr Korda         | Goran Ivanišević   | 6:4, 6:2      |
| 1990                         | Derrick Rostagno   | Todd Woodbridge    | 6:3, 6:3      |

### Doppel
| Jahr                         | Sieger                              | Finalgegner                          | Finalergebnis |
| ---------------------------- | ----------------------------------- | ------------------------------------ | ------------- |
| 2010                         | Robert Lindstedt Horia Tecău        | Rohan Bopanna Aisam-ul-Haq Qureshi   | 6:4, 7:5      |
| 2009                         | Julian Knowle Jürgen Melzer         | Bruno Soares Kevin Ullyett           | 6:4, 7:63     |
| 2008                         | Marcelo Melo André Sá               | Mahesh Bhupathi Mark Knowles         | 7:5, 6:2      |
| 2007                         | Mahesh Bhupathi Nenad Zimonjić      | Mariusz Fyrstenberg Marcin Matkowski | 6:3, 6:3      |
| 2006                         | Jonathan Erlich Andy Ram            | Mariusz Fyrstenberg Marcin Matkowski | 6:3, 6:3      |
| 2005                         | Gastón Etlis Martín Rodríguez       | Rajeev Ram Bobby Reynolds            | 6:4, 6:3      |
| 1999–2004: nicht ausgetragen |                                     |                                      |               |
| 1998                         | Wayne Arthurs Peter Tramacchi       | Sébastien Lareau Alex O’Brien        | 7:6, 1:6, 6:3 |
| 1997                         | Mahesh Bhupathi Leander Paes        | Sébastien Lareau Alex O’Brien        | 6:3, 6:7, 7:5 |
| 1996                         | Byron Black Grant Connell (2)       | Jonas Björkman Nicklas Kulti         | 6:4, 6:4      |
| 1995                         | Rick Leach (2) Scott Melville (2)   | Leander Paes Nicolás Pereira         | 6:3, 5:7, 6:4 |
| 1994                         | Grant Connell (1) Patrick Galbraith | Jacco Eltingh Paul Haarhuis          | 6:3, 7:6      |
| 1993                         | Cyril Suk Daniel Vacek              | Steve DeVries David Macpherson       | 7:5, 6:4      |
| 1992                         | Kelly Jones Rick Leach (1)          | Patrick McEnroe Jared Palmer         | 7:5, 4:6, 7:5 |
| 1991                         | Petr Korda Wally Masur              | Jeff Brown Scott Melville            | 7:5, 6:3      |
| 1990                         | Jeff Brown Scott Melville (1)       | Goran Ivanišević Petr Korda          | 7:5, 7:6      |